# Centro Médico Assuta Asdod
El Centro Médico Assuta Asdod (en hebreo: מרכז רפואי אסותא אשדוד) es un hospital general de la ciudad de Asdod, en Israel. El centro abrió sus puertas el 4 de junio de 2017. El hospital tiene 300 camas y sirve a la población de Asdod y a las poblaciones cercanas. Durante décadas el gobierno local de Asdod ha luchado por tener un hospital público. Los residentes de Asdod que requieren una hospitalización deben viajar al Centro Médico Kaplan situado en Rejovot o bien al Centro Médico Barzilai situado en Ascalón. En 2002 el parlamento israelí, la Knéset, aceptó una ley propuesta por el diputado Sofa Landver, que fuerza al estado hebreo a construir el hospital. Assuta Asdod juntamente con la Escuela Médica de la Universidad Ben-Gurión del Néguev formará a la próxima generación de médicos de Israel.
El hospital está totalmente preparado para hacer frente a incidentes de seguridad, ataques de terroristas y lanzamientos de cohetes. El centro dispone de un diseño que ofrece una amplia protección en caso de bombardeos y tiene unas gruesas paredes de cemento, que ofrecen una protección extensiva. Debido al diseño del hospital, no es necesario mover a los pacientes de las salas de operaciones, de las unidades cuidados intensivos (UCI), de las salas de hospitalización, y de otras áreas críticas, en caso de un ataque de misiles. El centro Assuta Asdod es el primer hospital ecológico de Israel. Assuta Asdod cumple con los requisitos ecológicos y medio-ambientales requeridos actualmente.